# Либертарный социализм
Либерта́рный социали́зм — совокупность социалистических политических философий, посвящённых сопротивлению авторитарному принуждению и социальной иерархии, в частности институтам капитализма и государства.

## Разновидности
Некоторые наиболее известные либертарные социалистические идеологии — социальный анархизм (в частности, анархо-коммунизм и анархо-синдикализм), люксембургианство, коммунизм рабочих советов, автономистский марксизм (автономизм) и социальная экология (Мюррей Букчин). К либертарному социализму относят такие движения, как ситуационизм, неосапатизм и «социализм снизу» (предложенный троцкистом Хэлом Дрейпером), а также представителей левых коммунистов (группа «Социализм или варварство»), неомарксистов, «новых левых» («йиппи») и марксистских гуманистов (Группа Джонсон-Форест).
Наконец, с либертарным социализмом себя отождествляют отдельные течения внутри демосоциалистических политических партий — «Эмансипативные левые» (Катя Киппинг, Юлия Бонк) в немецких «Левых» и «Либертарная социалистическая платформа» (Уфук Урас) в турецких Партии свободы и солидарности и Партии зелёных и левого будущего, а также бразильская Партия социализма и свободы.

### Анархизм
Течения классического анархизма, которые развивались в XIX веке, были привержены автономии и свободе, децентрализации, противостоянию иерархии и авангардизму авторитарного социализма.
В XX веке социальный анархизм появился как значимое течение анархизма и явно идентифицировался как либертарный социализм. Французский анархо-синдикалист Гастон Леваль объяснял: «Поэтому мы предвидим общество, в котором все виды деятельности будут координироваться, структуру, которая в то же время будет достаточно гибкой, чтобы допускать максимально возможную автономию для общественной жизни или для жизни каждого предприятия, и достаточной сплочённостью, чтобы предотвратить любой беспорядок. […] В хорошо организованном обществе все эти вещи должны систематически осуществляться посредством параллельных федераций, вертикально объединённых на самых высоких уровнях, составляющих один огромный организм, в котором все экономические функции будут выполняться в солидарности со всеми другими и который будет постоянно сохранять необходимую сплочённость».
Среди выдающихся мыслителей анархистской традиции, которых причисляют к либертарным социалистам, можно назвать британского историка Колина Уорда.

### Либертарный марксизм
Широкий спектр экономических и политических философий, которые опираются на антиавторитарные аспекты марксизма, подчёркивая автономию, федерализм и прямую демократию, были описаны как «либертарный марксизм». Уэйн Прайс наиболее тесно отождествил либертарный марксизм с автономистским марксизмом и определил либертарные характеристики в коммунизме рабочих советов, тенденции Джонсона-Фореста, группе «Социализм или варварство» и ситуационизме, противопоставляя их ортодоксальному марксизму, социал-демократии и марксизму-ленинизму. Михаэль Леви и Оливье Безансно определили Розу Люксембург, Вальтера Беньямина, Андре Бретона и Даниэля Герена как выдающихся деятелей либертарного марксизма. Оджейли выделяет Уильяма Морриса, Даниеля Де Леона, Социалистическую партию Великобритании, Розу Люксембург, Карла Корша, Антона Паннекука, Роланд Холст, Германа Гортера, Сильвию Панкхёрст, Антонио Грамши, Дьёрда Лукача, группу «Социализм или варварство», Анри Симона, Echanges et Mouvements и Пауля Маттика как значимых либертарных марксистов.

### Демократический социализм
В британском рабочем движении было сильное леволибертарное течение, и термин «либертарный социалист» применялся к целому ряду британских демократических социалистов, включая некоторых видных членов Лейбористской партии. Британская Социалистическая лига была основана в 1885 году Уильямом Моррисом и другими, критиковавшими авторитарный социализм Социал-демократической федерации. Она была вовлечена в «новый юнионизм», воинственное течение в британском профсоюзном движении 1880-х—1890-х годов, которое предвосхищала синдикализм в некоторых ключевых аспектах (Том Манн, лидер «новых юнионистов», был одним из первых британских синдикалистов). В Социалистической лиге к 1890-м годам доминировали анархисты. Социалистическая Партия Содружества (1942—1993) была вдохновлена христианским, а также либертарным социализмом. Также, среди британских лейбористов к либертарным социалистам причисляли Дж. Д. Г. Коула (основателя гильдейского социализма, на которого повлиял Моррис), Джорджа Оруэлла, Майкла Фута, Рэймонда Уильямса и Тони Бенна. Другой лейборист, экс-министр Питер Хейн, который писал в поддержку либертарного социализма, определил ось, включающую «видение социализма снизу вверх, с анархистами на революционном краю и демократическими социалистами [такими, как он сам] на его реформистском краю», в отличие от оси государственного социализма с марксистами-ленинцами на революционном краю и социал-демократами на реформистском краю. Ещё одним современным политиком-лейбористом, которого называют либертарным социалистом, является Робин Кук.

## Возникновение и эволюция термина
Как утверждает историк анархизма Макс Неттлау, анархист Жозеф Дежак выпустил журнал «Le Libertaire, Journal du Mouvement Social» в Нью-Йорке между 1858 и 1861 годами, а термин «либертарный коммунизм» появился в ноябре 1880 года, когда его приняли на съезде французских анархистов. Термины «либертарий» и «либертарный» становятся популярными с 1890-х, когда их стали использовать во Франции, чтобы обойти законы против анархистов и избежать негативных ассоциаций со словом «анархия», — так, анархисты Себастьен Фор и Луиза Мишель выпустили газету «Le Libertaire» («Либертарий») в 1895 году во Франции.
Современные западные анархисты используют понятия «либертарный социализм» и «анархизм» как синонимы. Но есть и более широкая трактовка этого понятия, которой придерживаются Н. Хомский, М. Бринтон и М. Рюбель. Так, Н. Хомский полагает, что хотя между различными либертарно-социалистическими и анархистскими течениями и есть различия, «они представляют собой тот тип различий, которые существуют между людьми, работающими вместе на товарищеской основе», а «намного более острая разница имеется между всеми этими течениями и различными формами тоталитаризма»

## Краткая характеристика
Либертарные социалисты выступают за отмену частной собственности на средства производства и отмену государства как ненужного и вредного института. В конечном итоге, с этим согласно большинство марксистов («Государство и революция» В. И. Ленина), но для либертарных социалистов принципиальны антиавторитаризм и антиэтатизм, а также антипарламентаризм. Являясь антикапиталистами и противниками рыночной экономики (за исключением прудоновских мютюэлистов), либертарные социалисты чётко отличаются от правых либертарианцев.
Отрицая использование парламентаризма и государственного аппарата для преобразования общества (хотя обычно они считают, что парламент и государственный аппарат необходимо захватить, чтобы он не мешал), либертарные социалисты поддерживают разные формы низовой самоорганизации, включая рабочие советы, независимые синдикаты, добровольные ассоциации, коммуны, кооперативы, механизмы прямой демократии и демократии участия. Считается[кем?], что подобные либертарно-социалистические принципы самоорганизации были реализованы в годы Испанской революции.
Большинство либертарных социалистов поддерживает революционное свержение капиталистического строя (в революционном синдикализме, например, посредством всеобщей забастовки), при этом существует восходящая к Генри Дэвиду Торо и Льву Николаевичу Толстому традиция анархо-пацифизма и ненасильственного гражданского сопротивления.
Особое внимание в либертарно-социалистических течениях уделяется вопросам личной свободы (известны слова Михаила Бакунина: «Свобода без социализма — это привилегия, несправедливость, социализм без свободы — это рабство и животное состояние»). Соответственно, они поддерживают борьбу против патриархата и за равноправие женщин (анархо-феминизм и социалистический феминизм).
Либертарные социалисты, в особенности экоанархисты (крайняя форма — анархо-примитивисты) и экосоциалисты, выступают за охрану окружающей среды, защиту животных и гармоническое сосуществование человека и природы.